# Эребру (лен)
Э́ребру (швед. Örebro) — лен, расположенный в центральной Швеции. Граничит с ленами Сёдерманланд, Вестра-Гёталанд, Даларна, Вермланд, Вестманланд и Эстергётланд. Административный центр — город Эребру.
Занимает большую часть исторической провинции Нерке, западную часть провинции Вестманланд, восточную часть провинции Вермланд, а также небольшие части провинций Вестергётланд, Эстергётланд и Даларна.

## Административное деление
Лен состоит из 12 коммун:
- Юснарсберг, центр — Коппарберг,
- Хеллефорс, центр — Хеллефорс,
- Линдесберг[бел.], центр — Линдесберг[пол.],
- Нура, центр — Нура,
- Карлскуга, центр — Карлскуга,
- Эребру, центр — Эребру,
- Лекеберг, центр — Фьюгеста,
- Дегерфорс, центр — Дегерфорс,
- Кумла, центр — Кумла,
- Халльсберг, центр — Халльсберг,
- Лаксо, центр — Лаксо,
- Аскерсунд, центр — Аскерсунд.

## Список ландсхёвдингов (губернаторов) лена
- 1634—1648 — Лейонхувуд Густав
- 1648—1653 — Бунде Кристер
- 1653—1658 — Сууп Густав
- 1658—1676 — Лейонхувуд Абрахам
- 1676—1677 — Флеминг Якоб
- 1677—1680 — Рёйтеркранц Мортен
- 1680—1681 — Флеминг Клас
- 1681—1685 — Лилльекруна Густав
- 1685—1693 — Врангель Дидрик
- 1693—1706 — Фегершёльд Фромхольд
- 1707—1714 — Крунъельм Саломон
- 1714—1719 — Экеблад Клас
- 1719—1729 — Риббинг Конрад
- 1729—1739 — Врангель Эрик
- 1739—1756 — Ройтерхольм Нильс
- 1756—1766 — Мёрнер Адольф
- 1766—1780 — Гамильтон Юн
- 1772—1773 — фон Шанц Якоб Людвиг
- 1780—1796 — Франк Эверт Аугуст
- 1796—1801 — Гамильтон Карл Дидрик
- 1801—1816 — Лёвеншёльд Соломон
- 1817—1834 — Юлльденстольпе Нильс
- 1835—1856 — Бергеншёльд Эрик Юхан
- 1856—1876 — Океръельм Карл
- 1876—1893 — Бергстрём Аксель
- 1893—1904 — Сведелиус Аксель
- 1904—1911 — Нурдстрём Теодор
- 1911—1925 — Бергстрём Карл Юхан
- 1925—1928 — Эльмквист Хеннинг
- 1928—1947 — Хассельрут Брур
- 1947—1960 — Ульссон Карл Юхан
- 1961—1971 — Оман Вальтер
- 1971—1980 — Аронссон Харальд
- 1980—1989 — Улльсон Элви
- 1989—1994 — Марьясин Сигвард
- 1994—1995 — Эстринг Ларс (и. о.)
- 1995—2004 — Энгман Йерд
- 2004—2008 — Гуннарссон Сёрен
- с 2008 — Роз-Мари Фребран[1]